# Cincia
Cincia este un gen de insecte lepidoptere din familia Arctiidae.

Cladograma conform Catalogue of Life:
| Cincia | \| \| Cincia conspersa \| \| \| \| \| \| Cincia sordida \| \| \| \| |
|        | \| \| Cincia conspersa \| \| \| \| \| \| Cincia sordida \| \| \| \| |
|        | Cincia conspersa                                                    |
|        |                                                                     |
|        | Cincia sordida                                                      |
|        |                                                                     |